# Serdar Gözübüyük
Serdar Gözübüyük (ur. 29 października 1985 w Haarlemie) – holenderski sędzia piłkarski, tureckiego pochodzenia. Od 2012 roku jest sędzią międzynarodowym.

## Kariera sędziowska
Gözübüyük w wieku zaledwie 24 lat otrzymał szansę poprowadzenia meczu w Eredivisie. 2 maja 2010 roku rozstrzygał w spotkaniu Heracles Almelo – ADO Den Haag. Stał się tym samym najmłodszym arbitrem na szczeblu Eredivisie w historii. W 2012 roku otrzymał nominację na sędziego międzynarodowego. Pierwszym seniorskim spotkaniem w Europie był dla niego mecz I rundy eliminacji do Ligi Europy 2012/2013 pomiędzy FK Borac Banja Luka, a FK Čelik Nikšić.
26 marca 2013 roku rozstrzygał w spotkaniu eliminacji do Mistrzostw Świata w piłce nożnej 2014 Malta – Włochy, co było jego pierwszym spotkaniem seniorskich drużyn narodowych. W maju tego samego roku pojechał na Mistrzostwa Europy U-17, gdzie poprowadził dwa mecze fazy grupowej. Rok później zadebiutował już w fazie grupowej Ligi Europy w meczu Red Bull Salzburg – Dinamo Zagrzeb.
W 2017 roku został wyznaczony do prowadzenia spotkań podczas Mistrzostwa Europy U-21. Jego udział znów zakończył się na dwóch meczach fazy grupowej. Kolejnym istotnym rokiem w karierze Gözübüyüka był 2019. Najpierw otrzymał kolejny raz nominację na Mistrzostwa Europy U-21. W meczu finałowym tego turnieju pełnił rolę sędziego technicznego. Następnie w październiku po raz pierwszy w karierze poprowadził mecz fazy grupowej Ligi Mistrzów UEFA w którym Manchester City F.C. podejmował Dinamo Zagrzeb.